# Новый Амзибаш
Новый Амзибаш (баш. Яңы Әмзебаш) — деревня в Калтасинском районе Республики Башкортостан Российской Федерации. Входит в состав Амзибашевского сельсовета.

## География

### Географическое положение
Расстояние до:
- районного центра (Калтасы): 20 км,
- центра сельсовета (Амзибаш): 4 км,
- ближайшей ж/д станции (Янаул): 73 км.

## Население
| 2002 | 2009 | 2010 |
| ---- | ---- | ---- |
| 16   | ↘15  | ↘11  |

Национальный состав
Согласно переписи 2002 года, преобладающая национальность — марийцы (100 %).